# Yeung Chui Ling
Dans ce nom chinois, le nom de famille, Yeung, précède le nom personnel.
Pour les articles homonymes, voir Yeung.
Yeung Chui Ling (en chinois traditionnel : 楊翠玲) est une épéiste hongkongaise. Elle prend part aux Jeux olympiques d'été de 2008 à Pékin et de 2012 à Londres.

## Biographie

### Jeunesse
Yeung Chui Ling naît le 19 février 1995 à Hong Kong. Ayant toujours été très sportive, elle joue d'abord beaucoup au football avant de se tourner vers l'escrime.
Elle est diplômée du département de sport et d'éducation physique de l'université baptiste de Hong Kong (HKBU).

### Carrière

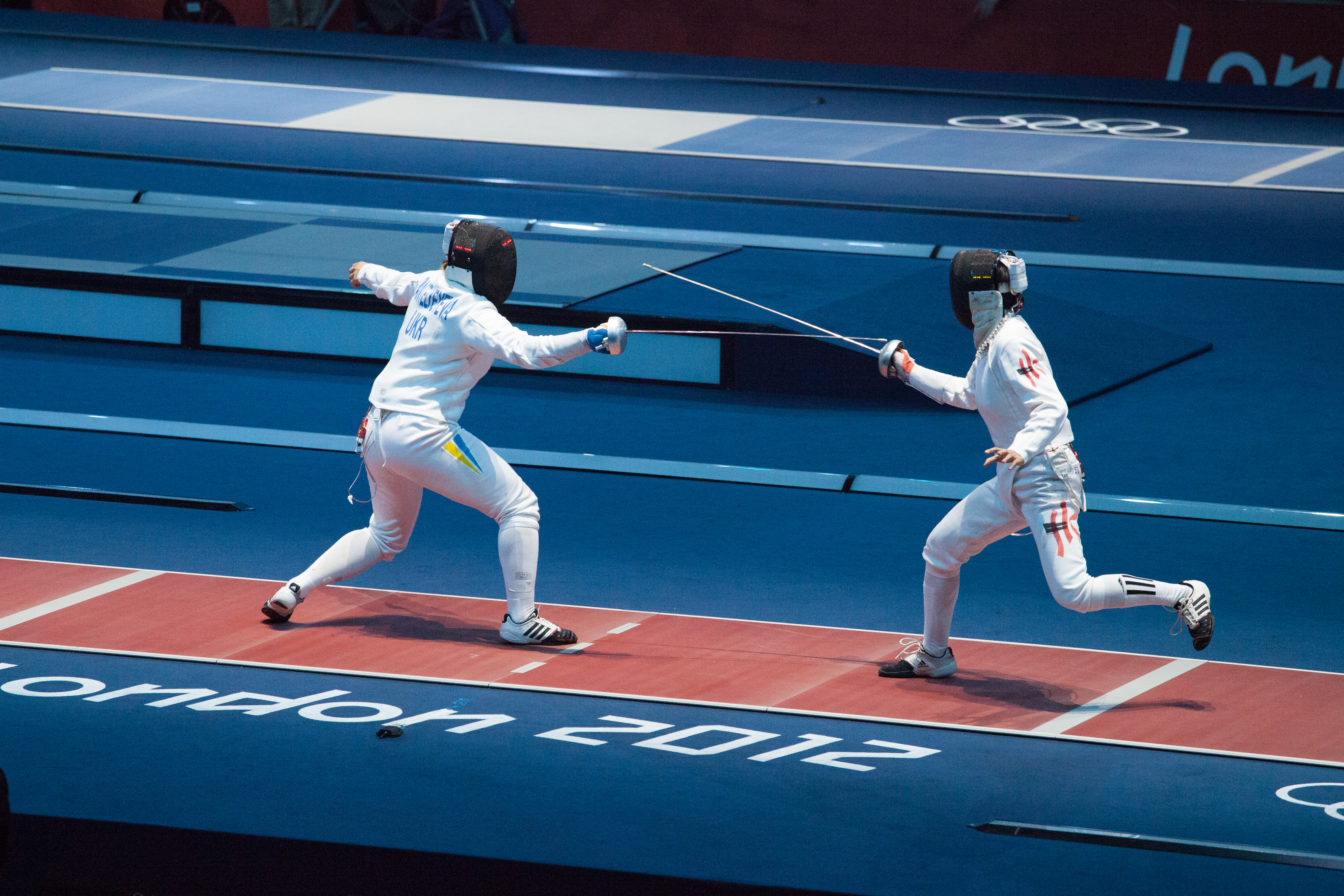
Yeung Chui Ling face à Kseniya Pantelyeyeva lors des Jeux olympiques de 2012

Tout au long de sa carrière, Yeung s'illustre principalement lors des championnats d'Asie durant lesquels elle remporte au total dix médailles de bronze. Son quatrième remonte aux championnats d'Asie 2008 en Thaïlande, remporté avec ses camarades Bjork Cheng, Cheung Sik Lui et Sabrina Lui.
Elle est l'une des trois qualifiées hongkongaises en escrime pour les Jeux olympiques de Beijing. Elle participe uniquement à l'épreuve individuelle au cours de laquelle est éliminée dès le premier tour par Ildikó Mincza-Nébald (11-15) qui sera par ailleurs médaillée de bronze durant ces mêmes jeux.
2012 est une année importante pour l'escrime à Hong Kong et pour Hong Kong aux Jeux olympiques. Six escrimeurs, dont Yeung, sont sélectionnés, un record. Étant la plus âgée (30 ans) et ayant déjà participé à cet évènement, elle est considérée par ses coéquipiers comme la « meneuse » de la délégation en escrime. Pour se préparer, les escrimeurs s'entraînent à l'Institut des sports de Hong Kong (en). Elle est cependant éliminée une nouvelle fois dès son premier assaut par l'ukrainienne Kseniya Pantelyeyeva avec exactement le même score final (11-15).
Entre les quatre années qui séparent ces deux éditions des Jeux olympiques, Yeung gagne des médailles de bronze en équipes à trois championnats d'Asie : 2010, 2011 et 2012.
Grâce à ses bons résultats lors des Jeux asiatiques de Doha (bronze par équipes) et de Canton (bronze en individuel et par équipes), elle est nommée porte-drapeau de la délégation de Hong Kong pour la sixième édition des Jeux de l'Asie de l'Est en 2013.
L'année suivante, pour sa dernière année en tant qu'escrimeuse professionnelle, elle participe à la fois aux Jeux asiatiques de 2014 et aux championnats d'Asie 2014. Tout d'abord ont lieu les championnats, auxquels elle participe auprès de Coco Lin, Moonie Chu et Vivian Kong. Elle remporte encore une le bronze avec elles. Sa dernière compétition d'ordre mondial est donc sa participation aux Jeux asiatiques durant lesquels elle remporte le bronze par équipes, toujours aux côtés des mêmes compatriotes.
Depuis, il lui arrive de participer à quelques événements sportifs mineurs et d'être invitée pour promouvoir l'escrime auprès des jeunes Hongkongais.

## Palmarès
- Championnats d'Asie
  -  Médaille de bronze par équipes aux Championnats d'Asie 2001 à Bangkok
  -  Médaille de bronze par équipes aux Championnats d'Asie 2004 à Manila
  -  Médaille de bronze par équipes aux Championnats d'Asie 2005 à Sabah
  -  Médaille de bronze par équipes aux Championnats d'Asie 2008 à Bangkok
  -  Médaille de bronze par équipes aux Championnats d'Asie 2010 à Séoul
  -  Médaille de bronze par équipes aux Championnats d'Asie 2011 à Séoul
  -  Médaille de bronze par équipes aux Championnats d'Asie 2012 à Wakayama
  -  Médaille de bronze en individuel aux Championnats d'Asie 2013 à Shanghai
  -  Médaille de bronze par équipes aux Championnats d'Asie 2013 à Shanghai
  -  Médaille de bronze par équipes aux Championnats d'Asie 2014 à Suwon
- Jeux asiatiques
  -  Médaille de bronze par équipes aux Jeux asiatiques de 2002 à Busan
  -  Médaille de bronze par équipes aux Jeux asiatiques de 2006 à Doha
  -  Médaille de bronze par équipes aux Jeux asiatiques de 2010 à Canton
  -  Médaille de bronze en individuel aux Jeux asiatiques de 2010 à Canton
  -  Médaille de bronze par équipes aux Jeux asiatiques de 2014 à Incheon[12]

## Classement en fin de saison
| Année | 2004 | 2005 | 2006 | 2007 | 2008 | 2009 | 2010 | 2011 | 2012 | 2013 | 2014 |
| ----- | ---- | ---- | ---- | ---- | ---- | ---- | ---- | ---- | ---- | ---- | ---- |
| Rang  | 238  | 202  | 88   | 75   | 46   | 157  | 72   | 73   | 46   | 42   | 80   |